# Vitalij Pryndeta
Vitalij Valerijovyč Pryndeta (in ucraino Віталій Валерійович Приндета?; traslitterazione anglosassone: Vitaliy Valeriyovych Pryndeta; Dubno, 2 febbraio 1993) è un calciatore ucraino, centrocampista dell'Alga Biškek.

## Carriera

### Nazionale
Ha giocato nelle nazionali giovanili ucraine Under-16, Under-17, Under-18, Under-19, Under-20 ed Under-21.